# Жданович, Антон Вячеславович
Антон Вячеславович Жданович (бел. Антон Вячаслававіч Ждановіч, чеш. Anton Vjačeslavovič Ždanovič; род. 6 июня 1991, Солигорск, БССР, СССР) — белорусский и чешский музыкант, перкуссионист.

## Биография
Антон Жданович родился в семье музыкантов: барабанщика Вячеслава Ждановича и пианистки Марины Жданович, в Солигорске, куда семья переехала из Молодечно по окончании обучения.
Начал заниматься музыкой в раннем детстве с родителями. В 2005—2010 годах учился в Минске в лицее при Белорусской государственной академии музыки. По окончании учёбы был принят на работу артиста оркестра в Большом театре оперы и балета Республики Беларусь. В 2011 году переехал в Чехию, где впоследствии окончил магистратуру пражской Академии музыкальных искусств.

## Творчество
Первое выступление как солиста с оркестром состоялось в 2009 году в Минске.
В 2004 году Антон выиграл международный конкурс молодых исполнителей «Музыка надежды» в Гомеле. В 2006,2007 и 2009 годах становился лауреатом республиканских конкурсов исполнителей на ударных инструментов.

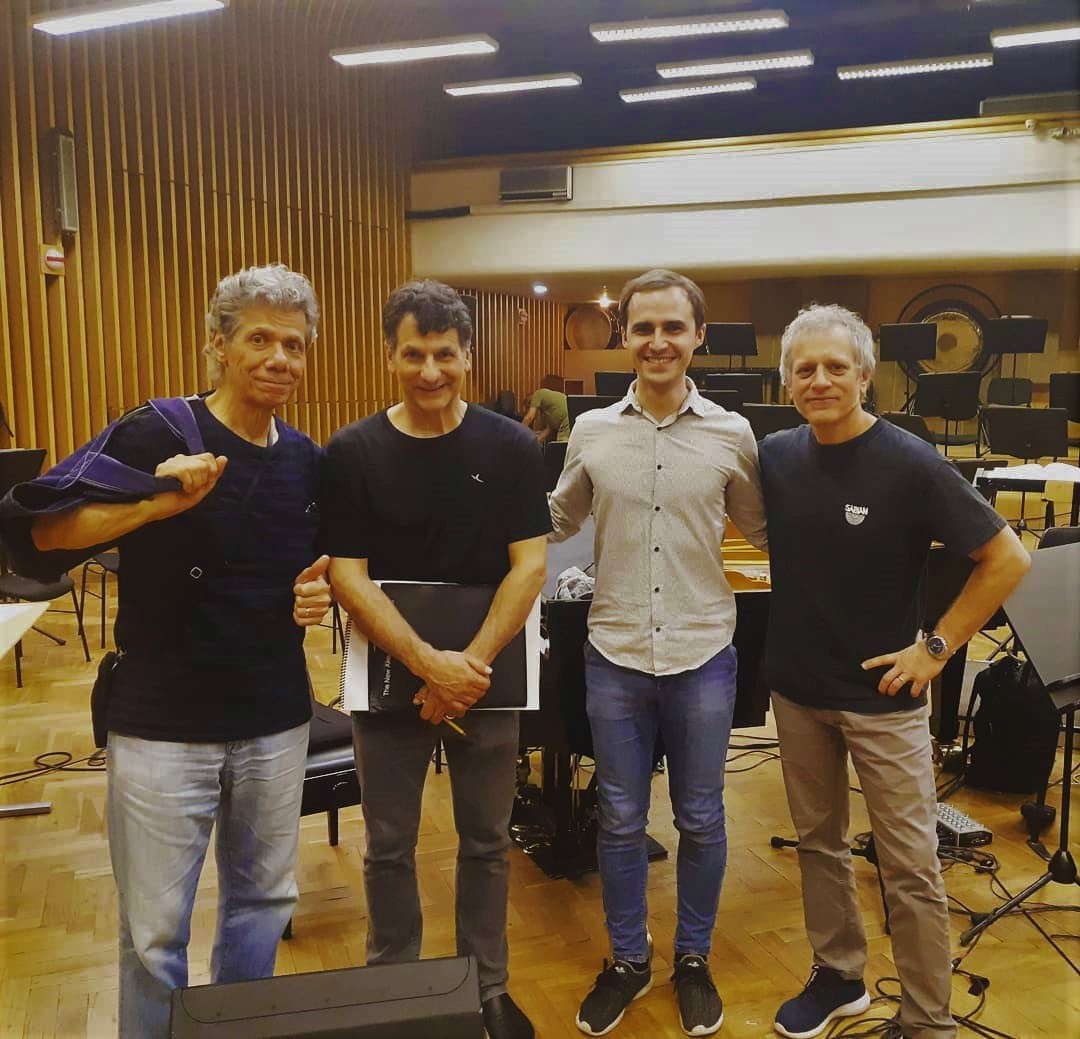
Антон Жданович с музыкантами Чиком Кория, Джоном Патитуччи и Дэйвом Вэйклом в Праге (2018)

Во время учёбы в Праге стал финалистом и лауреатом международных музыкальных конкурсов в Италии, Словении и Молдове, выступая преимущественно как исполнитель на маримбе.
Гастролировал по Европе, США, Великобритании и Китаю. Как артист оркестра выступал с Чиком Кориа, Джоном Патитуччи, Дэйвом Вэйклом, Уинтоном Марсалисом и Жераром Депардьё. Первый исполнитель многих произведений современных композиторов в Чехии, в том числе Концерта для маримбы с симфоническим оркестром «Wave Impressions» Кейко Абе (2019), сочинений Йозефа Швантнера, Экхарда Копецкого, Даниела Худовского и других.
В 2013 и 2016 годах получил премию Чешского музыкального фонда за вклад в развитие чешской современной музыки. В 2018 году стал ассистентом всемирно известного маримбиста и педагога Людвига Альберта в Королевской консерватории Антверпена.